# Palais Harrach (Ungargasse)
Das (Garten-)Palais Harrach  befand sich in der Ungargasse, heutige Ordnungsnummern 67a−69, in der Wiener Vorstadt Landstraße, seit 1850 Teil des 3. Bezirks, auf dem Areal, auf dem heute das Schulzentrum Ungargasse (SZU) besteht. Das sehr große Grundstück reichte bis zu Juchgasse, Boerhaavegasse und Barmherzigengasse.

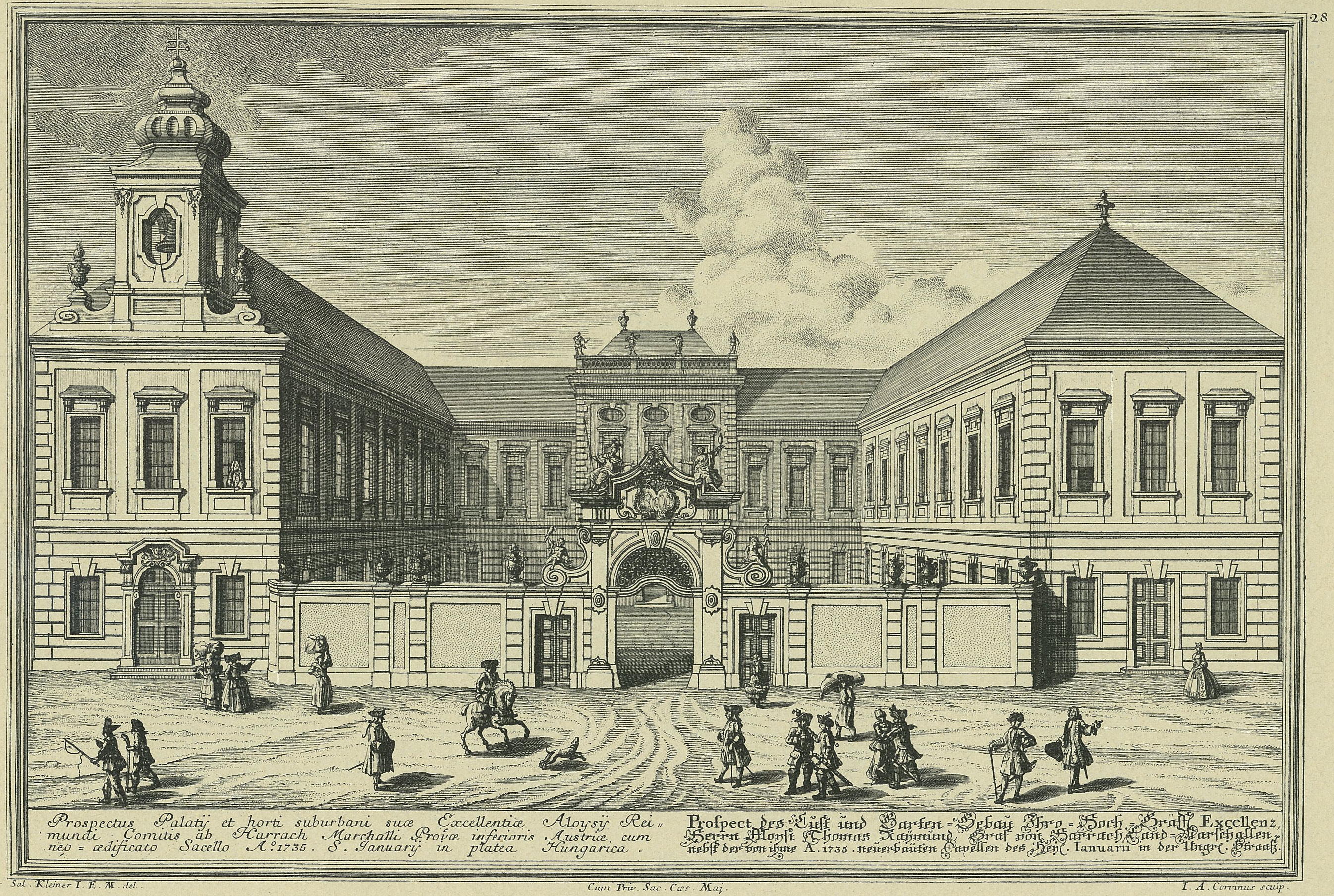
Harrachsches Gartenpalais in der Wiener Vorstadt Landstraße, Hauptportal; vorne links die bis heute bestehende Januariuskapelle

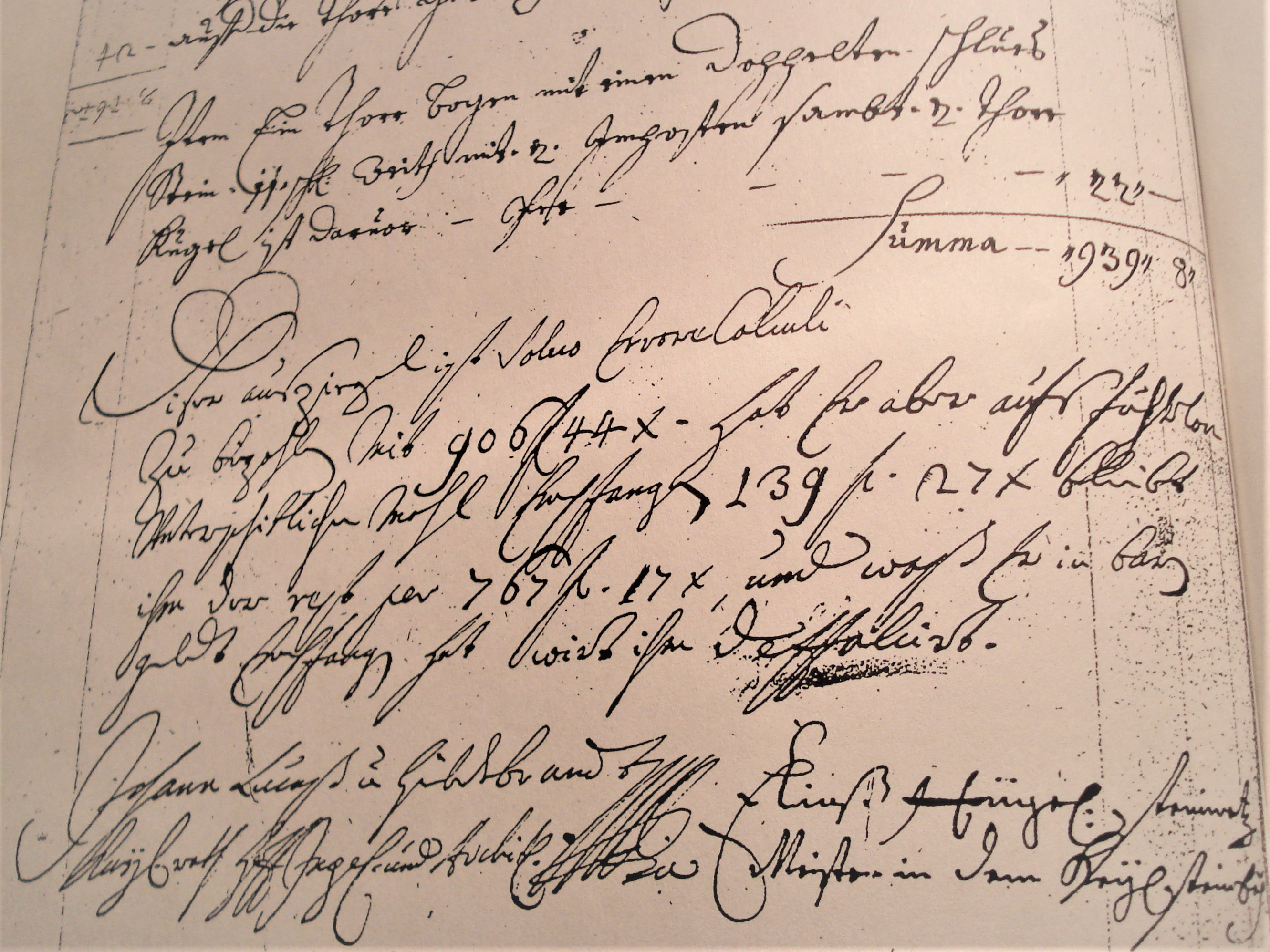
Steinmetzrechnung 1730 Gartenpalast Harrach Ungargasse, Architekt Joh. Lucas von Hildebrandt und Steinmetzmeister Elias Hügel

## Geschichte

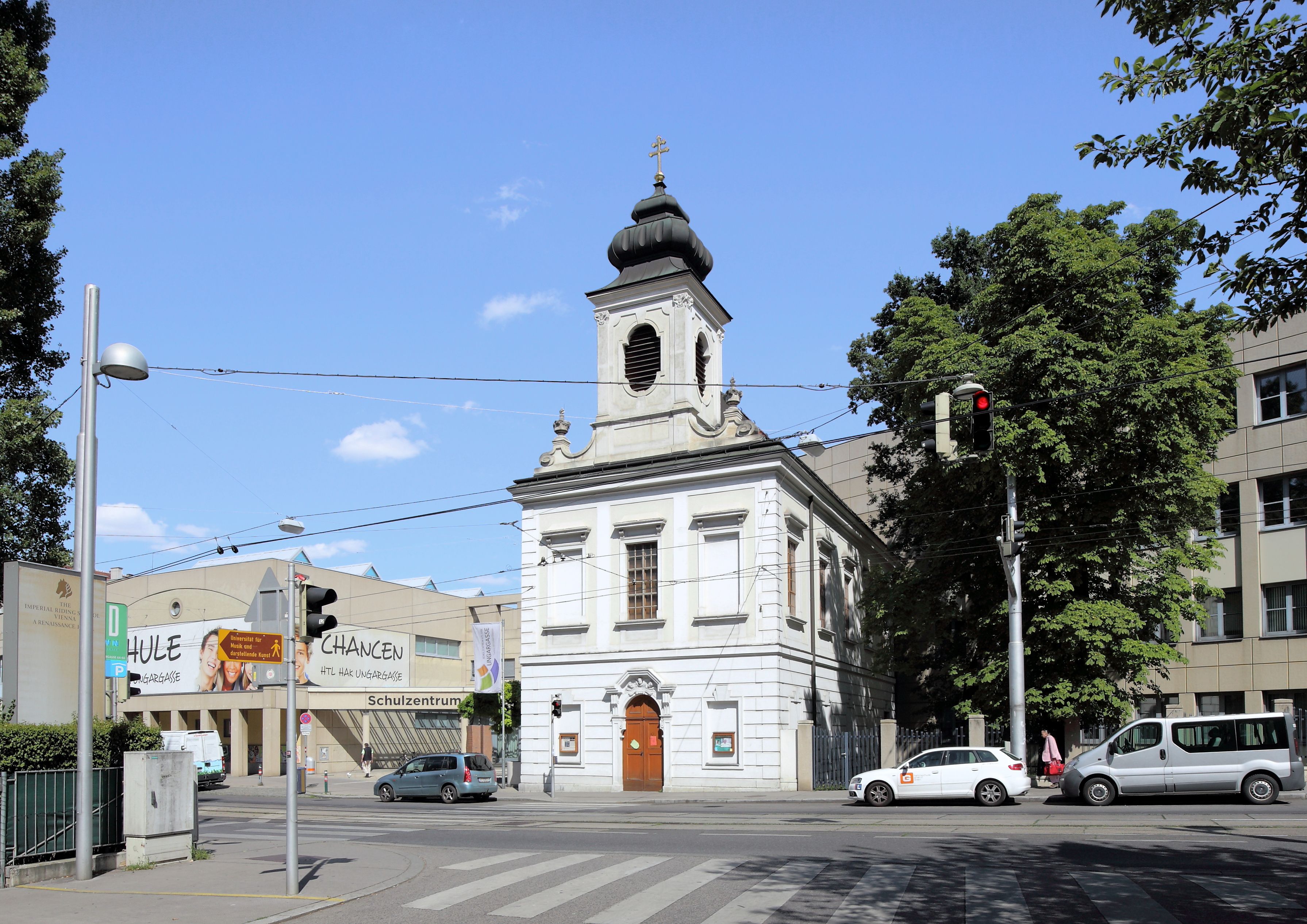
Januariuskapelle, 2015

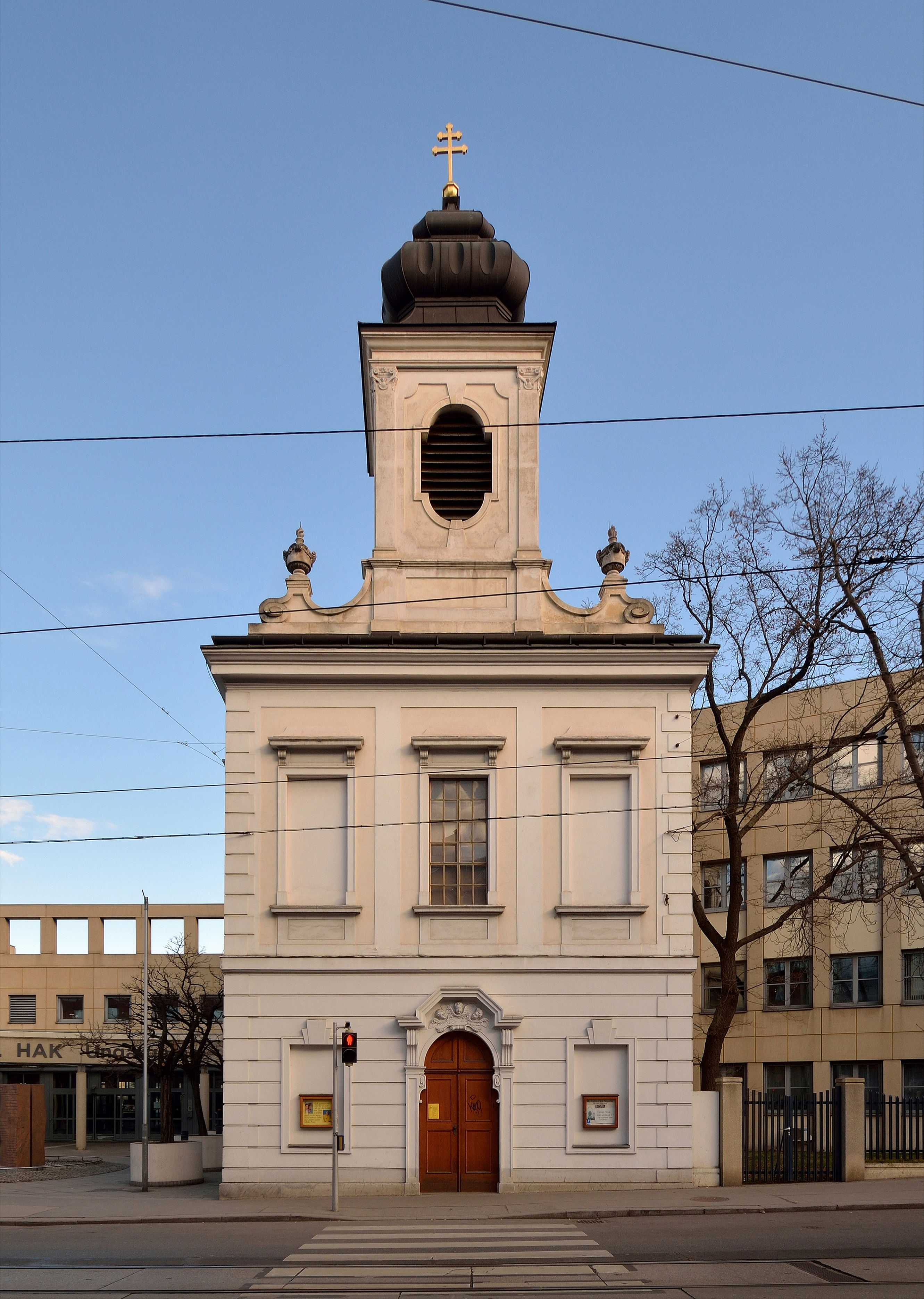
Januariuskapelle, 2014

Ernestine (1683–1744), geborene Gräfin Dietrichstein, Witwe des Grafen Johann Wenzel von Gallas (1669–1719), seit 1721 mit dem zweimal verwitweten Diplomaten, Landmarschall und späteren Vizekönig Aloys Thomas Raimund von Harrach verheiratet, kaufte 1727 hier ein Landhaus mit Garten und arrondierte es mit Nachbargrundstücken zu einem ausgedehnten Areal. Auf diesem ließ ihr Gatte von 1727 bis 1735 vom prominenten Baumeister Johann Lucas von Hildebrandt das prächtige Gartenpalais mit zwei Ehrenhöfen und einer dem heiligen Januarius geweihten Kapelle errichten. Das Hochaltarbild „Apotheose des hl. Januarius“ stammt von Martino Altomonte. Hinter dem Palais wurde ein riesiger Garten angelegt.
Bei vielen seiner Bauten in der Region Wien beauftragte Hildebrandt die Meister aus dem Kaisersteinbruch mit den Steinmetzarbeiten. Hofsteinmetz Elias Hügel und sein Stiefsohn Franz Trumler lieferten das kunstvolle Hauptportal, die Stufen der Hauptstiege sowie sämtliche Architektursteine, auch in der Gartenanlage.
Aloys Thomas Harrach hinterließ den Besitz 1742 seinem Sohn Friedrich August, Gouverneur der Österreichischen Niederlande, dessen Nachkommen Palais und Garten 1791 an Kaiser Leopold II. verkauften. Kaiser Franz I. kaufte Anfang des 19. Jahrhunderts weitere Grundstücke dazu.
Unter den Kaisern Ferdinand I. und Franz Joseph I. wurde die Anlage aufgeteilt und umgewidmet. Der Garten ging 1841 an die Gartenbaugesellschaft. Einen anderen, an der Boerhaavegasse liegenden Teil der Anlage widmete Franz Joseph 1858 für die Krankenanstalt Rudolfstiftung und die benachbarte Landwehr-Kadettenschule. Im Gartenpalais selbst war 1839–1849 die Lombardo-venezianische Garde untergebracht, 1850–1918 das k.k. Militär-Reitlehrer-Institut; auf der anderen Straßenseite der Ungargasse wurde 1850 die dazugehörige Reithalle mit Stallungen errichtet, deren Vorderteil als Teil eines Hotels bis heute besteht.
1912 wurde die prachtvolle Hauptstiege des Palais entfernt; Erzherzog Thronfolger Franz Ferdinand ließ die Bauteile nach Schloss Eckartsau bringen und dort als neue Hauptstiege einbauen. Im November 1918 ging das Palais an den neuen Staat Deutschösterreich (seit Herbst 1919 Republik Österreich) über.
Gegen Ende des Zweiten Weltkrieges wurde das Palais Harrach durch einen Bombenangriff schwer beschädigt. 1968 trug man die Ruinen ab, ausgenommen die Januariuskapelle und ein Ecke Juchgasse erhaltenes Nebengebäude, ein Wohnhaus. 1985–1987 wurde auf dem Gelände das heutige Schulzentrum Ungargasse errichtet und die Kapelle wiederhergestellt.

## Galerie

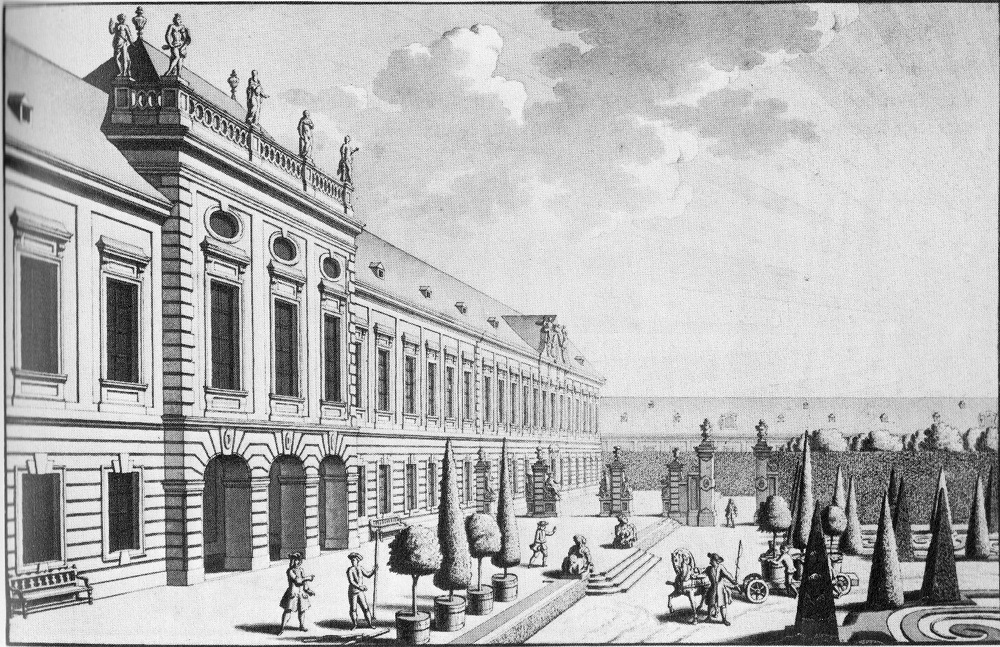
Gartenpalais Harrach – Gartenseite
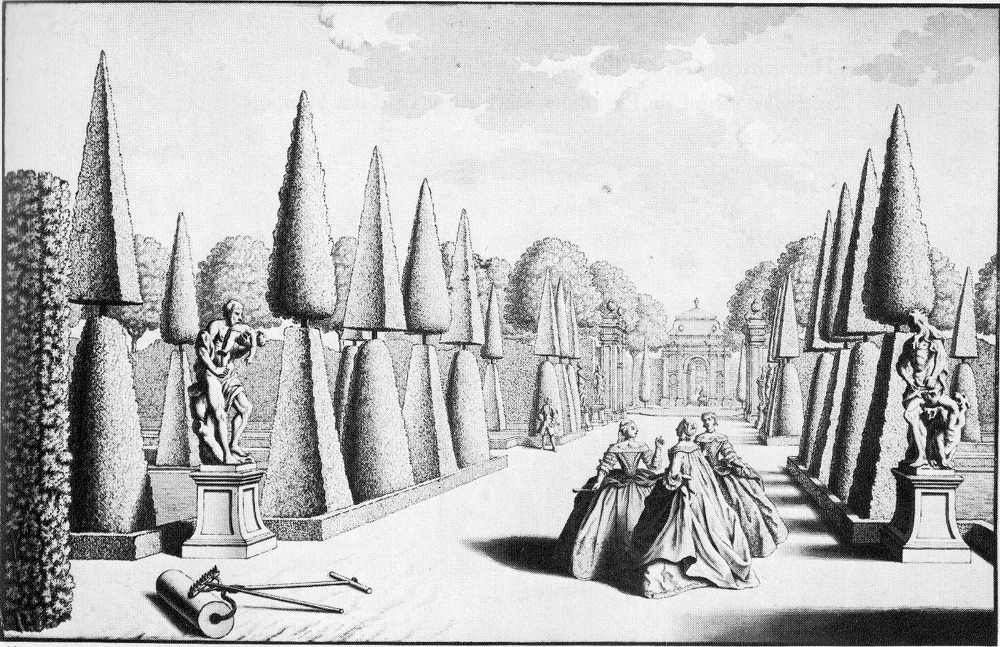
Gartenpalais Harrach – Taxusallee
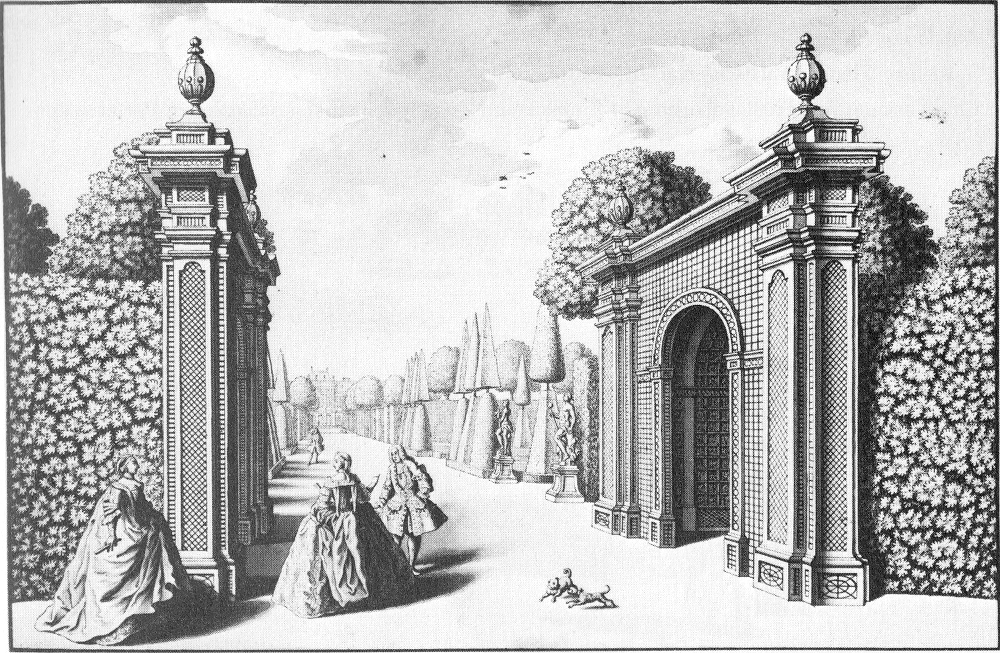
Gartenpalais Harrach – Blick durch die Taxusallee
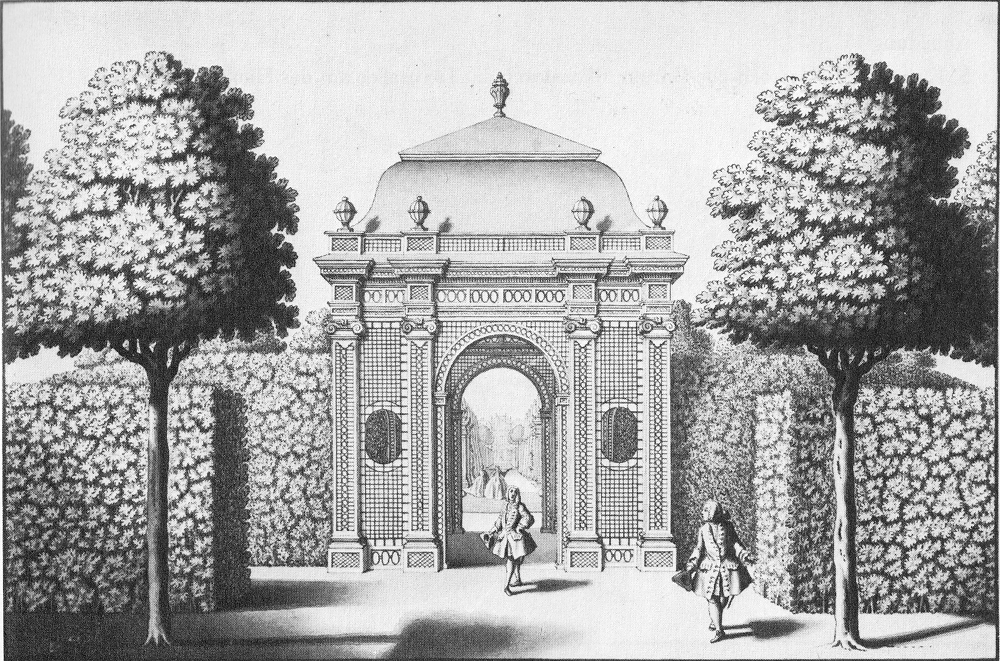
Gartenpalais Harrach – Lattenportal
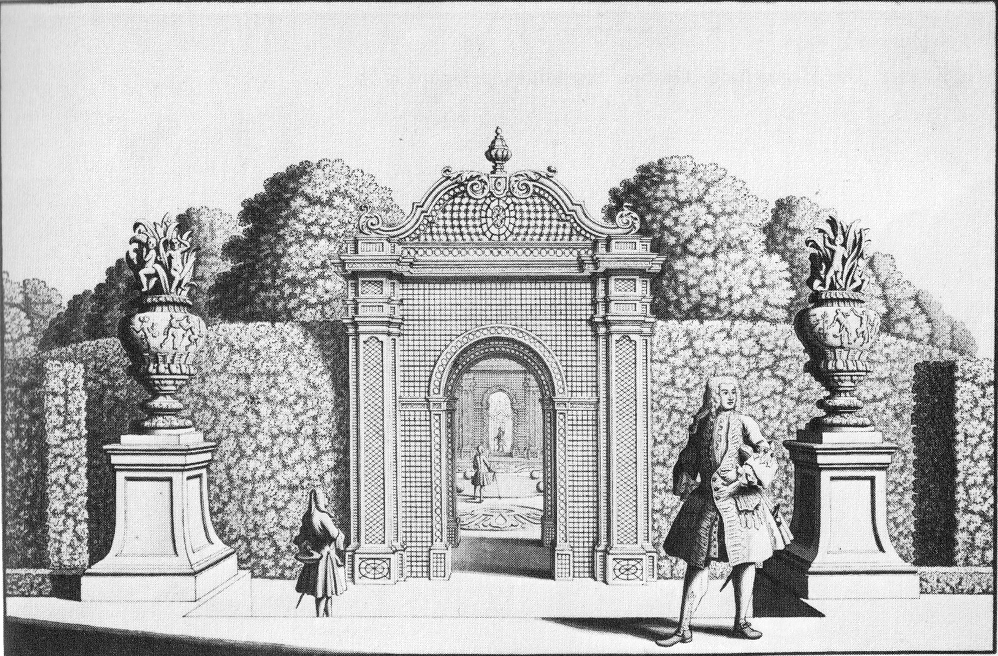
Gartenpalais Harrach – Berceau
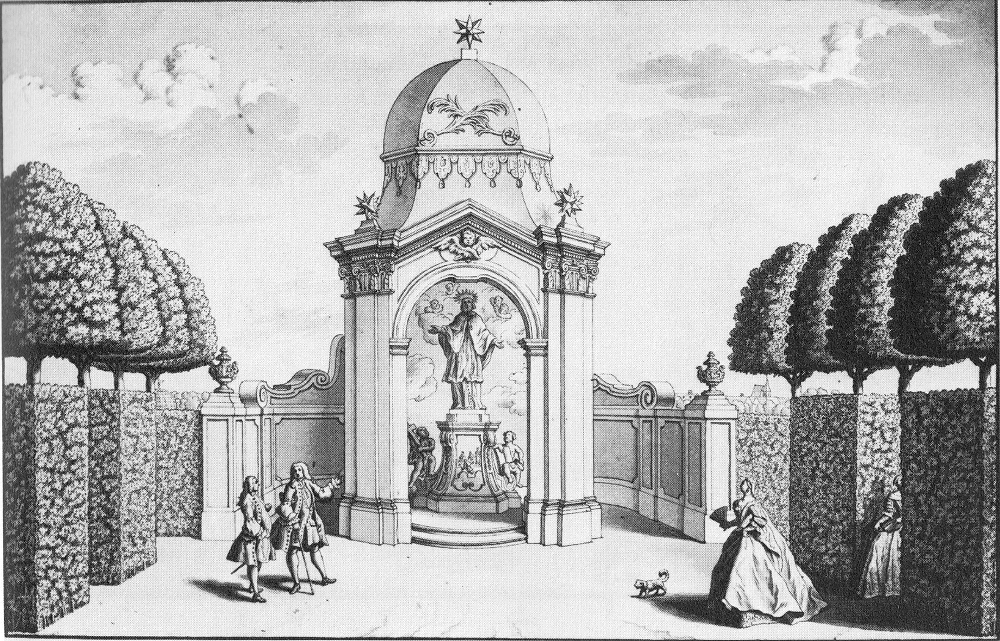
Gartenpalais Harrach – Nepomukkapelle